# Ana Agud
Ana María Agud Aparicio (San Sebastián, 1948) es una lingüista española.

## Trayectoria académica
Profesora de Lingüística Indoeuropea en la Universidad de Salamanca. Obtuvo su licenciatura en Filología Clásica en esta universidad y el doctorado en la de Tubinga, Alemania, donde fue discípula de Eugenio Coşeriu. Consiguió este grado con una tesis sobre teoría de los casos.
Al regresar a su país tomó para sí la ímproba labor de convertirse en la pionera y maestra de los estudios indo-iránicos en España. Treinta años después de iniciada aquella obra ha conseguido que Salamanca haya llegado a ser el centro de referencia de esta rama del conocimiento a nivel nacional. Discípulos suyos son, entre otros, Alberto Cantera y Francisco Javier Rubio Orecilla. Es reconocida por sus estudiantes su esfuerzo didáctico en la enseñanza de los idiomas sánscrito y védico, asignaturas de difícil acceso para las y los universitarios de nuestros días.
Además de a Eugenio Coşeriu, Ana Agud considera a Koldo Mitxelena y a su padre, Manuel Agud como los lingüistas que más han influido en el desarrollo de su carrera científica. 
Junto con obras de su especialidad académica, ha publicado un Manual de Lengua Gótica (coautora Pilar Fernández Álvarez), y diversas traducciones del alemán (fundamentalmente en colaboración con su esposo, el jurista, experto en Derecho Constitucional Comparado, Rafael de Agapito), y, junto con Francisco Javier Rubio, la traducción directa del sánscrito de once Upanishad antiguas.